# Eugène Goblet d'Alviella
Eugène Felicien Albert Goblet d'Alviella, född den 10 augusti 1846 i Bryssel, död där den 9 september 1925, var en belgisk greve, politiker och religionshistoriker, sonson till Albert Goblet d'Alviella, far till Félix Goblet d'Alviella.
Goblet d'Alviella, som började sin bana som advokat, var 1874-78 medlem av deputeradekammaren och som medlem av senaten (1892-94 och sedan 1900) en av den liberala gruppens ledande män. Han redigerade 1874-90 tidskriften "Revue de Belgique". År 1885 inrättades för honom, som företagit flera vetenskapliga forskningsresor i Sahara, Indien och Himalayatrakterna, en professur i religionshistoria vid universitetet i Bryssel. Goblet d'Alviella, som inom belgiska deputeradekammaren med kraft ivrade för skilsmässa mellan stat och kyrka, inträdde sedermera i den liberal-protestantiska församlingen i Bryssel. I sina studier anslöt han sig utan reservation till Herbert Spencers skola.  
Bland hans skrifter märks, förutom en mängd artiklar i "Revue de l’histoire des religions", Sahara et Lapponie (1876), Partie perdue (1877, en belgisk sederoman), Inde et Himalaya (samma år; 2:a upplagan 1880), L’evolution religieuse contemporaine chez les anglais, les américains et les hindous (1884), Introduction à l’histoire générale des religions (1887), Histoire réligieuse du feu (samma år), La migration des symboles (1891) L’idée de Dieu d’aprés l’anthropologie et l’histoire (1892), Ce que l’Inde doit à la Gréce (1897) La representation proportionelle en Belgique (1900) och Eleusinia (1903).

## Eftermäle
Asteroiden 11574 d'Alviella är uppkallad efter honom.